# Етноентомологія
Етноентомологія — розділ етнозоології, який досліджує стосунки між людьми та комахами. Оскільки «етно» відноситься до знань «народних» або місцевих суспільств, а «енто» представляє комах, етноентомологія часто зосереджується на «знанні та використанні комах у різних людських суспільствах». Більшість етноентомологічних досліджень розглядали використання комах як їжі, ліків і для розведення.

## Розділи
Етнолепідоптерологія — розділ етноентомології, який досліджує екологічні і культурні взаємозв'язки між людиною і метеликами.